# World-Series-Formel-V8-3.5 2017

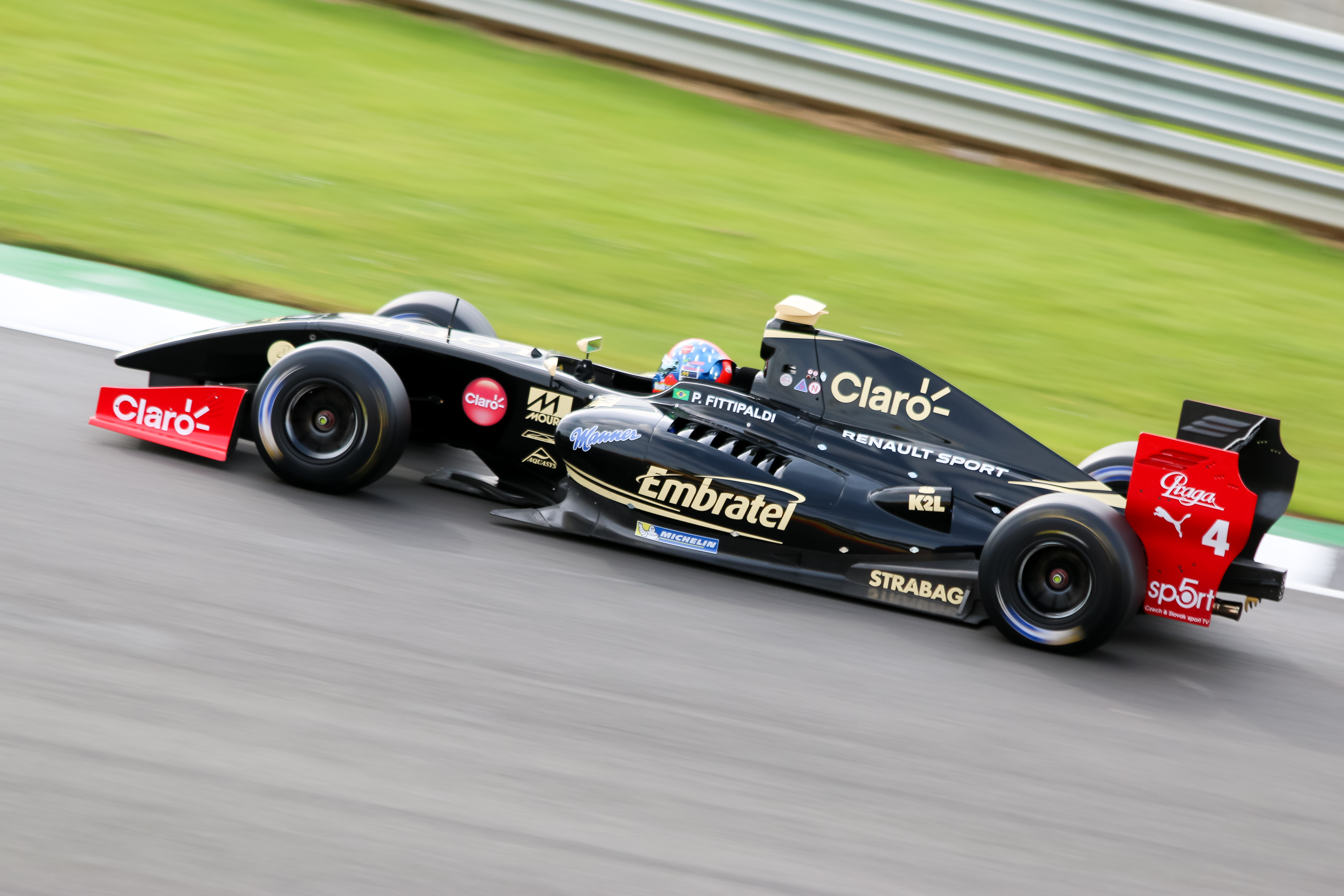
2017 Weltmeisterschaft Formel V8 3.5, Silverstone Circuit.

Die World-Series-Formel-V8-3.5 2017 war die 20. und letzte Saison der World Series Formel V8 3.5. Im Jahr zuvor hieß die Meisterschaft Formel V8 3.5. Sie begann am 15. April in Silverstone und endete am 18. November in as-Sachir.  Nach der Saison entschied sich der Veranstalter die Serie wegen zu geringer Teilnehmerzahlen einzustellen. Pietro Fittipaldi gewann die Fahrermeisterschaft und Lotus die Mannschaftswertung.

## Teams und Fahrer
Alle Teams verwendeten das Chassis Dallara T12, Motoren von Gibson Technology sowie Reifen von Michelin.
| Team                  | Auto # | Fahrer                     | Rennwochenende |
| --------------------- | ------ | -------------------------- | -------------- |
| Lotus                 | 03     | René Binder                | 1-9            |
| Lotus                 | 04     | Pietro Fittipaldi          | 1-9            |
| SMP Racing by AVF     | 05     | Jegor Orudschew            | 1-8            |
| SMP Racing by AVF     | 05     | Konstantin Tereschtschenko | 9              |
| SMP Racing by AVF     | 06     | Matewos Issaakjan          | 1-9            |
| Fortec Motorsport     | 07     | Alfonso Celis jr.          | 1-9            |
| Fortec Motorsport     | 08     | Diego Menchaca             | 1-9            |
| Teo Martín Motorsport | 09     | Konstantin Tereschtschenko | 1-8            |
| Teo Martín Motorsport | 010    | Nelson Mason               | 1–5            |
| Teo Martín Motorsport | 010    | Alex Palou                 | 6–8            |
| RP Motorsport         | 11     | Roy Nissany                | 1-9            |
| RP Motorsport         | 12     | Yū Kanamaru                | 1-9            |
| RP Motorsport         | 21     | Damiano Fioravanti         | 2-6            |
| RP Motorsport         | 21     | Tatiana Calderón           | 9              |
| Il Barone Rampante    | 15     | Giuseppe Cipriani          | 1-8            |
| Il Barone Rampante    | 16     | Damiano Fioravanti         | 1              |
| AV Formula            | 17     | Henrique Chaves jr.        | 9              |

### Änderungen bei den Teams
Im Vergleich zur Vorsaison gab es einige Veränderungen bei den Teams: zwei Rennställe zogen sich aus der Meisterschaft zurück, ein neuer stieg in die Meisterschaft ein, zwei schlossen sich zusammen.

#### Ausstiege
- Arden Motorsport stieg nach fünf Jahren, in denen es zuletzt die Teamwertung gewann, aus der Meisterschaft aus, da es nicht daran glaubte, dass die Rennserie neben der FIA-Formel-2-Meisterschaft bestehen könne. Das Team gab den Ausstieg im März 2017 bekannt.[13]
- Strakka Racing meldete sich nicht zur neuen Saison. Der Rennstall hatte bereits in der Vorsaison keine Rennen absolviert, stand jedoch auf der Meldeliste.

#### Einstiege
- Il Barone Rampante stieg unter der Leitung von Giuseppe Cipriani in die Serie ein.

#### Weiteres
- SMP Racing schloss sich nach einer enttäuschenden Saison 2016 mit AVF zusammen und startet unter dem Namen SMP Racing by AVF in die neue Saison.[14]
- Comtec Racing und das Durango Racing Team stehen in der Meldeliste, haben jedoch noch keine Fahrer bekannt gegeben.

## Rennkalender
Der Rennkalender der Saison 2017 umfasst neun Rennwochenenden, an denen je zwei Rennen stattfinden. Die Veranstaltungen in Jerez und Alcañiz finden im Rahmen keiner anderen Rennserie statt. Alle anderen Veranstaltungen werden zusammen mit der FIA-Langstrecken-Weltmeisterschaft ausgetragen.
Im Vergleich zum Vorjahr wurden die Rennen in Mogyoród, Le Castellet, Spielberg und in Barcelona durch den Nürburgring, Mexiko-Stadt, Austin und as-Sachir ersetzt.
| Nr. | Datum         | Rennstrecke       | Sieger              | Zweiter           | Dritter                    |
| --- | ------------- | ----------------- | ------------------- | ----------------- | -------------------------- |
| 01. | 15. April     | Silverstone       | Pietro Fittipaldi   | Alfonso Celis jr. | Matewos Issaakjan          |
| 02. | 16. April     | Silverstone       | Pietro Fittipaldi   | Jegor Orudschew   | Roy Nissany                |
| 03. | 05. Mai       | Spa-Francorchamps | Alfonso Celis jr.   | Roy Nissany       | Jegor Orudschew            |
| 04. | 06. Mai       | Spa-Francorchamps | Matewos Issaakjan   | René Binder       | Alfonso Celis jr.          |
| 05. | 13. Mai       | Monza             | René Binder         | Roy Nissany       | Matewos Issaakjan          |
| 06. | 14. Mai       | Monza             | René Binder         | Roy Nissany       | Yū Kanamaru                |
| 07. | 27. Mai       | Jerez             | Roy Nissany         | Pietro Fittipaldi | Matewos Issaakjan          |
| 08. | 28. Mai       | Jerez             | Pietro Fittipaldi   | Jegor Orudschew   | Matewos Issaakjan          |
| 09. | 24. Juni      | Alcañiz           | Jegor Orudschew     | Matewos Issaakjan | Alfonso Celis jr.          |
| 10. | 25. Juni      | Alcañiz           | Pietro Fittipaldi   | Alfonso Celis jr. | Jegor Orudschew            |
| 11. | 15. Juli      | Nürburg           | Matewos Issaakjan   | Alfonso Celis jr. | Jegor Orudschew            |
| 12. | 16. Juli      | Nürburg           | Alex Palou          | Matewos Issaakjan | Jegor Orudschew            |
| 13. | 02. September | Mexiko-Stadt      | Pietro Fittipaldi   | Matewos Issaakjan | Alex Palou                 |
| 14. | 03. September | Mexiko-Stadt      | Pietro Fittipaldi   | Alfonso Celis jr. | Konstantin Tereschtschenko |
| 15. | 15. September | Austin            | René Binder         | Jegor Orudschew   | Pietro Fittipaldi          |
| 16. | 16. September | Austin            | Jegor Orudschew     | Alex Palou        | Diego Menchaca             |
| 17. | 17. November  | as-Sachir         | Henrique Chaves jr. | Pietro Fittipaldi | Roy Nissany                |
| 18. | 18. November  | as-Sachir         | René Binder         | Pietro Fittipaldi | Tatiana Calderón           |

## Wertungen

### Punktesystem
Die Punkte wurden in allen Rennen nach folgendem Schema vergeben:
| Punkteverteilung | Punkteverteilung | Punkteverteilung | Punkteverteilung | Punkteverteilung | Punkteverteilung | Punkteverteilung | Punkteverteilung | Punkteverteilung | Punkteverteilung | Punkteverteilung |
| ---------------- | ---------------- | ---------------- | ---------------- | ---------------- | ---------------- | ---------------- | ---------------- | ---------------- | ---------------- | ---------------- |
| Platz            | 1                | 2                | 3                | 4                | 5                | 6                | 7                | 8                | 9                | 10               |
| Punkte           | 25               | 18               | 15               | 12               | 10               | 8                | 6                | 4                | 2                | 1                |

### Fahrerwertung
| Pos. | Fahrer                     | SIL | SIL | SPA | SPA | MNZ | MNZ | JER | JER | ALC | ALC | NÜR | NÜR | MEX | MEX | AUS | AUS | BRN | BRN | Punkte |
| Pos. | Fahrer                     | R1  | R2  | R1  | R2  | R1  | R2  | R1  | R2  | R1  | R2  | R1  | R2  | R1  | R2  | R1  | R2  | R1  | R2  | Punkte |
| ---- | -------------------------- | --- | --- | --- | --- | --- | --- | --- | --- | --- | --- | --- | --- | --- | --- | --- | --- | --- | --- | ------ |
| 1    | Pietro Fittipaldi          | 1   | 1   | 8   | 6   | 9   | 4   | 2   | 1   | DNF | 1   | 7   | 6   | 1   | 1   | 3   | DNF | 2   | 2   | 259    |
| 2    | Matewos Issaakjan          | 4   | DNF | DNF | 1   | 3   | 5   | 3   | 3   | 2   | 5   | 1   | 2   | 2   | 4   | 4   | 6   | DNF | 6   | 215    |
| 3    | Alfonso Celis jr.          | 3   | 6   | 1   | 3   | 4   | DNF | 6   | 4   | 3   | 2   | 2   | 8   | 5   | 2   | 8   | 5   | 6   | 8   | 204    |
| 4    | René Binder                | 5   | 4   | 6   | 2   | 1   | 1   | 4   | 5   | 5   | DNF | 6   | 9   | 6   | DNF | 1   | 10  | 9   | 1   | 201    |
| 5    | Roy Nissany                | DNF | 3   | 2   | 4   | 2   | 2   | 1   | DNF | 4   | 6   | 4   | 5   | 9   | 8   | 6   | 4   | 3   | 4   | 201    |
| 6    | Jegor Orudschew            | 2   | 2   | 3   | 7   | 5   | DNF | DNF | 2   | 1   | 3   | 3   | 3   | DNF | DNF | 2   | 1   |     |     | 198    |
| 7    | Yū Kanamaru                | 10  | DNF | 5   | 8   | DNF | 3   | 7   | 10  | 7   | 4   | 5   | 7   | 7   | 7   | 7   | 7   | 4   | 6   | 115    |
| 8    | Konstantin Tereschtschenko | 8   | 5   | 10  | 11  | 8   | 7   | 8   | 7   | 6   | DNF | 9   | 4   | 4   | 3   | DNF | 8   | 7   | DNF | 94     |
| 9    | Diego Menchaca             | 9   | 7   | 4   | 5   | 7   | DNS | 9   | 9   | 9   | 7   | 8   | 10  | 8   | 5   | 9   | 3   | 8   | 7   | 94     |
| 10   | Alex Palou                 |     |     |     |     |     |     |     |     |     |     | 11  | 1   | 3   | DNF | 5   | 2   |     |     | 68     |
| 11   | Nelson Mason               | 7   | DNF | 9   | 9   | 6   | 6   | 5   | 8   | DNS | 9   |     |     |     |     |     |     |     |     | 42     |
| 12   | Damiano Fioravanti         | 6   | 8   | 7   | 10  | DNF | DNF | DNF | 6   | 8   | 8   | 10  | DNF |     |     |     |     |     |     | 36     |
| 13   | Henrique Chaves jr.        |     |     |     |     |     |     |     |     |     |     |     |     |     |     |     |     | 1   | 5   | 35     |
| 14   | Tatiana Calderón           |     |     |     |     |     |     |     |     |     |     |     |     |     |     |     |     | 5   | 3   | 25     |
| 15   | Giuseppe Cipriani          | 11  | 9   | DNF | 12  | 10  | 8   | 10  | DNF | 10  | 10  | 12  | DNF | 10  | 6   | DNF | 9   |     |     | 21     |
| Pos. | Fahrer                     | R1  | R2  | R1  | R2  | R1  | R2  | R1  | R2  | R1  | R2  | R1  | R2  | R1  | R2  | R1  | R2  | R1  | R2  | Punkte |
| Pos. | Fahrer                     | SIL | SIL | SPA | SPA | MNZ | MNZ | JER | JER | ALC | ALC | NÜR | NÜR | MEX | MEX | AUS | AUS | BRN | BRN | Punkte |

| Farbe         | Bedeutung                               |
| ------------- | --------------------------------------- |
| Gold          | Sieger                                  |
| Silber        | 2. Platz                                |
| Bronze        | 3. Platz                                |
| Grün          | Platzierung in den Punkten              |
| Blau          | Klassifiziert außerhalb der Punkteränge |
| Violett       | Rennen nicht beendet (DNF)              |
| Violett       | nicht klassifiziert (NC)                |
| Rot           | nicht qualifiziert (DNQ)                |
| Schwarz       | disqualifiziert (DSQ)                   |
| Weiß          | nicht am Start (DNS)                    |
| Weiß          | zurückgezogen (WD)                      |
| Weiß          | Rennen abgesagt (C)                     |
| ohne Farbe    | nicht am Training teilgenommen (DNP)    |
| ohne Farbe    | verletzt oder krank (INJ)               |
| ohne Farbe    | ausgeschlossen (EX)                     |
| ohne Farbe    | nicht erschienen (DNA)                  |
| fett          | Pole-Position                           |
| kursiv        | Schnellste Rennrunde                    |
| unterstrichen | WM-Führung                              |
| hochgestellt  | Platzierung im Sprintrennen             |